# Luis de Sousa
Luis de Sousa, né le 18 novembre 1973 à Toulouse (France), est un directeur sportif de clubs de football franco-portugais
Il exerce des fonctions de management dans le football professionnel français depuis les années 2000. Luis de Sousa est depuis juin 2023 le directeur sportif du Pau FC, club évoluant en Ligue 2.

## Biographie

### Débuts dans le football
Originaire de la région toulousaine, Luis de Sousa entame sa carrière dans le milieu du football au Toulouse FC dans des fonctions logistiques, avant de s’orienter vers la coordination sportive. Il occupe également des postes à l’Olympique de Marseille.

### AC Arles-Avignon
Il devient ensuite manager général de l’AC Arles-Avignon à la fin des années 2000, alors que le club évolue en Ligue 2. De Sousa est de nouveau coordinateur sportif, et développe une relation forte avec le président Marcel Salerno, alors que le club accède dans le même temps à l'élite du football français. 
En juillet 2010, il quitte ses fonctions dans un contexte de crise interne, sur fond de désaccords avec l’entraîneur Michel Estevan et de tensions autour de la gouvernance du club. De Sousa dénonce alors l’influence négative de certains membres de l’association support du club dans la gouvernance, en particulier sur le président Salerno. De Sousa explique avoir été mis à l’écart des décisions sportives, se sentant désavoué par le revirement du président Marcel Salerno. Il critique un management à l’ancienne et une accumulation d’erreurs de gouvernance, dans un contexte tendu avec la DNCG et de conflits internes, en particulier avec Jean-Marc Conrad, ancien dirigeant du club.
Quelques semaines plus tard, il est rappelé par le président Salerno dans un rôle de manager général, qui reconnaît une erreur de jugement. Luis de Sousa assure alors la coordination des différents services sportifs (logistique, médical, intendance, communication), et participe ponctuellement au recrutement, notamment en soutien au directeur sportif Fabrice Bertone. Il est notamment associé à la venue de joueurs comme André Ayew et Deme N'Diaye.

### US Créteil-Lusitanos
En mai 2014, il est nommé directeur général de l’US Créteil-Lusitanos, alors pensionnaire de Ligue 2. Il y mène un travail de restructuration administrative et sportive, avec pour objectif la stabilisation du club à l’échelon professionnel du club du président Armand Lopes.

### ESTAC Troyes
Luis de Sousa rejoint l'ESTAC Troyes en 2016, d’abord comme coordinateur sportif, puis en tant que directeur sportif. Il accompagne le président Daniel Masoni dans un contexte de transition et de préparation à la vente du club. Il œuvre à la réduction de la masse salariale et à la stabilisation sportive du club, notamment entre les montées et descentes successives en Ligue 1 et Ligue 2, dans un contexte de mise en vente du club.
Il travaille successivement avec les entraîneurs Jean-Louis Garcia, Rui Almeida – qu’il contribue à faire signer en 2018 – puis Laurent Batlles, avec qui il entretient une collaboration étroite.
Après le rachat du club par le City Football Group en septembre 2020, il est démis de ses fonctions, licencié par les nouveaux propriétaires. Il est remplacé par François Vitali au sein de l'organigramme du club.

### AS Saint-Étienne
En novembre 2022, il intègre la cellule de recrutement de l’AS Saint-Étienne, alors engagée dans une saison difficile en Ligue 2. Chargé de renforcer le secteur sportif, il contribue au recrutement hivernal et à la préparation du mercato estival. Il travaille en étroite collaboration avec l'entraîneur Laurent Batlles, qu’il avait déjà côtoyé à Troyes. À l’issue de son contrat, initialement prévu jusqu’en août 2023, il quitte le club en juin, après avoir démissionné pour rejoindre le Pau FC.

### Pau FC
Le 20 juin 2023, il est nommé directeur sportif du Pau FC, où il succède à Joël Lopez. Son arrivée s’inscrit dans un renouvellement du projet sportif du club béarnais, avec le recrutement simultané de l’entraîneur Nicolas Usaï. Luis de Sousa rejoint le Pau FC au début de la saison 2023-2024. Sous sa direction, le club recrute s'oriente vers le recrutement de joueurs prometteurs comme Thérence Koudou, Lenny Pirringuel, Ange Ahoussou, Iyad Mohamed ou encore Louis Mouton, encadrés par des joueurs expérimentés comme Khalid Boutaïb, Tino Costa, Bingourou Kamara ou Ousmane Kanté.
Pour la saison 2024-2025, de Sousa réalise un mercato ambitieux malgré un budget restraint. Il supervise les recrutements de l'attaquant Pathé Mboup, des milieux Antoine Mille et Antonin Bobichon, et de l'ailier Taïryk Arconte, ce dernier devenant le transfert le plus onéreux de l'histoire du club. Par ailleurs, De Sousa réalise une vente record pour le club avec le transfert de Moussa Sylla au FC Schalke 04.
Sous sa direction, le Pau FC se stabilise en Ligue 2, et évolue vers un modèle économique orienté vers le trading de joueurs.

## Controverses
En février 2017, lors d’un match de Ligue 2 entre Troyes et Niort, Luis de Sousa est impliqué dans une altercation physique avec Karim Fradin, directeur général de Niort, et reçoit une suspension de six mois. Par la suite, des accusations de tentative de manipulation de joueurs visent Fradin.
En 2019, alors directeur sportif de Troyes, de Sousa est mêlé à un conflit avec le joueur Ahmed Kashi, écarté du groupe malgré un arrêt de travail. La Ligue de football professionnel ordonne sa réintégration, le club, via de Sousa, accepte la décision sans appel, ni volonté disciplinaire.